# Listă de filme de animație din anii 1990
Aceasta este o listă de filme de animație din anii 1990.

## 1990
| Titlu | Țara                                                  | Regizor         | Studio | Tehnici de animație | Note  |
| --- | ----------------------------------------------------- | --------------- | ------ | ------------------- | ----- |
| Despertaferro | Spania · Germania                                     |                 |        |                     |       |
| Dragon Ball Z: The World's Strongest ドラゴンボールZ この世で一番強いヤツ (Doragon Bōru Zetto: Kono yo de ichiban tsuyoi yatsu) | Japonia                                               |                 |        |                     |       |
| Dragon Ball Z: The Tree of Might ドラゴンボールゼット 地球まるごと超決戦 (Doragon Bôru Zetto: Chikyû marugoto chô kessen)       | Japonia                                               |                 |        |                     |       |
| DuckTales the Movie: Treasure of the Lost Lamp                                                                                  | Statele Unite ale Americii                            |                 |        |                     |       |
| The Flying Sneaker aka. The Butterflies Time Motýlí cas                                                                         | Cehoslovacia · Canada                                 |                 |        |                     |       |
| The Fool of the World and the Flying Ship                                                                                       | Regatul Unit al Marii Britanii și al Irlandei de Nord |                 |        |                     |       |
| From Tale to Tale От сказки к сказке (Ot skazki k skazkye)                                                                      | Uniunea Republicilor Sovietice Socialiste             |                 |        |                     |       |
| The Gold Sword Золотая шпага (Zolotaya shpaga)                                                                                  | Uniunea Republicilor Sovietice Socialiste             |                 |        |                     |       |
| I skog och mark | Suedia                                                | Johan Hagelbäck |        |                     |       |
| Jetsons: The Movie | Statele Unite ale Americii                            |                 |        |                     |       |
| Man and His World | Italia                                                |                 |        |                     |       |
| The Mind's Eye | Statele Unite ale Americii                            |                 |        |                     |       |
| Nadia of the Mysterious Seas aka. Nadia: The Secret of Fuzzy ふしぎの海のナディア 劇場用オリジナル版                            | Japonia                                               |                 |        |                     |       |
| The Nutcracker Prince | Canada                                                |                 |        |                     |       |
| Peter in Magicland Peterchens Mondfahrt                                                                                         | Germania                                              |                 |        |                     |       |
| The Prince and the Pauper | Statele Unite ale Americii                            |                 |        |                     |       |
| Project A-ko: Grey Side/Blue Side                                                                                               | Japonia                                               |                 |        |                     |       |
| The Rescuers Down Under | Statele Unite ale Americii                            |                 |        |                     |       |
| The School of Fine Arts Школа изящных искусств (Shkola izyashchnykh iskusstv)                                                   | Uniunea Republicilor Sovietice Socialiste             |                 |        |                     | [ 1 ] |
| The School of Fine Arts. The Return Школа изящных искусств. Возвращение (Shkola izyashchnykh iskusstv. Vozvrashcheniye)         | Uniunea Republicilor Sovietice Socialiste             |                 |        |                     | [ 2 ] |
| TaleSpin: Plunder and Lightning                                                                                                 | Statele Unite ale Americii                            |                 |        |                     | TV    |
| War of the Birds Fuglekrigen i kanøfleskoven                                                                                    | Danemarca                                             |                 |        |                     |       |
| Werner - Beinhart! | Germania                                              |                 |        |                     |       |
| A Wind Named Amnesia Kaze no Na wa Amunejia                                                                                     | Japonia                                               |                 |        |                     |       |

## 1991
| Titlu | Țara | Regizor | Studio | Tehnici de animație | Note  |
| --- | --- | ------- | ------ | ------------------- | ----- |
| Aeneid Енеїда (Eneyida) | Uniunea Republicilor Sovietice Socialiste · Ucraina                                                                      |         |        |                     |       |
| An American Tail: Fievel Goes West | Statele Unite ale Americii                                                                                               |         |        |                     |       |
| Beauty and the Beast | Statele Unite ale Americii                                                                                               |         |        |                     |       |
| Charlie Strap and Froggy Ball Flying High aka. The Adventures of Kalle Stropp and the Frog Ball Kalle Stropp och Grodan Boll på svindlande äventyr | Suedia |         |        |                     |       |
| Dragon Ball Z 4: Super Saiya, Son Goku aka. Lord Slug 超サイヤ人だ孫悟 (Doragon bôru Z 4: Super saiyajin da son Gokû)                              | Japonia |         |        |                     |       |
| Dragon Ball Z 5: The Strongest Rivals aka. Cooler's Revenge とびっきりの最強対最強 (Dragonball Z 5: Tobikkiri no saikyô tai saikyô)                | Japonia |         |        |                     |       |
| Darkwing Duck: Darkly Dawns the Duck | Statele Unite ale Americii                                                                                               |         |        |                     | TV    |
| Felix the Cat: The Movie | Statele Unite ale Americii                                                                                               |         |        |                     |       |
| Free, Whale Peak | Japonia |         |        |                     |       |
| Garfield Gets a Life | Statele Unite ale Americii                                                                                               |         |        |                     |       |
| Hans and the Silver Skates | Australia |         |        |                     |       |
| The Holiday of the New Year Tree Праздник новогодней ёлки (Prazdnik novogodney yolki)                                                              | Uniunea Republicilor Sovietice Socialiste                                                                                |         |        |                     | [ 3 ] |
| The Legend of Zorro | Italia · Japonia · Elveția                                                                                               |         |        |                     |       |
| The Little Engine That Could | Statele Unite ale Americii                                                                                               |         |        |                     |       |
| The Magic Riddle | Australia |         |        |                     |       |
| Mobile Suit Gundam F91 | Japonia |         |        |                     |       |
| Ness and Nessy Ness un Nesija | Letonia |         |        |                     |       |
| Only Yesterday | Japonia |         |        |                     |       |
| Pirates of Dark Water: The Saga Begins | Statele Unite ale Americii                                                                                               |         |        |                     |       |
| Puss in Boots | Australia |         |        |                     |       |
| Ranma 1/2: Big Trouble in Nekonron, China | Japonia |         |        |                     |       |
| Robin Hood | Italia · Japonia · Regatul Unit al Marii Britanii și al Irlandei de Nord                                                 |         |        |                     |       |
| Robinson and Company Robinson et compagnie | Franța |         |        |                     |       |
| Rock-A-Doodle | Statele Unite ale Americii                                                                                               |         |        |                     |       |
| Roujin Z | Japonia |         |        |                     |       |
| Rover Dangerfield | Statele Unite ale Americii                                                                                               |         |        |                     |       |
| Sebastian Star Bear: First Mission | Țările de Jos |         |        |                     |       |
| The Seventh Brother | Ungaria · Regatul Unit al Marii Britanii și al Irlandei de Nord · Germania · Italia · Statele Unite ale Americii · Rusia |         |        |                     |       |
| To Want to Fly Volere volare | Italia |         |        |                     |       |
| Underwater Berets aka. Submarine Berets Подводные береты (Podvodnyye berety)                                                                       | Rusia |         |        |                     | [ 4 ] |
| Urusei Yatsura: Always My Darling aka. Forever My Darling うる星やつら いつだってマイ・ダーリン (Urusei Yatsura Itsudatte Mai Dārin)               | Japonia |         |        |                     |       |
| A Wish for Wings That Work | Statele Unite ale Americii                                                                                               |         |        |                     |       |

## 1992
| Titlu | Țara                                                  | Regizor                        | Studio                        | Tehnici de animație | Note                    |
| --- | ----------------------------------------------------- | ------------------------------ | ----------------------------- | ------------------- | ----------------------- |
| Aladdin | Statele Unite ale Americii                            | Ron Clements John Musker       | Walt Disney Feature Animation | Traditional         |                         |
| Aladdin | Statele Unite ale Americii                            | Masakazu Higuchi Chinami Namba | Golden Films                  |                     |                         |
| Beauty and the Beast | Statele Unite ale Americii                            | Masakazu Higuchi Chinami Namba | Golden Films                  |                     |                         |
| Bébé's Kids | Statele Unite ale Americii                            |                                |                               |                     |                         |
| Beyond the Mind's Eye | Statele Unite ale Americii                            |                                |                               |                     |                         |
| Blinky Bill | Australia                                             | Yoram Gross                    | Yoram Gross Films             | Traditional         |                         |
| Cool World | Statele Unite ale Americii                            |                                |                               |                     |                         |
| Dragon Ball Z 6: Return of Cooler 激突！！100億パワーの戦士たち (Doragon bôru Z 6: Gekitotsu! Hyakuoku powâ no senshitachi)     | Japonia                                               |                                |                               |                     |                         |
| Dragon Ball Z 7: Super Android 13! 極限バトル！！三大超 (Doragon bôru Z 7: Kyokugen batoru!! San dai sûpâ saiyajin)             | Japonia                                               |                                |                               |                     |                         |
| Evil Toons | Statele Unite ale Americii                            |                                |                               |                     |                         |
| Fatal Fury: Legend of the Hungry Wolf バトルファイターズ餓狼伝説 (Batoru Faitāzu Garō Densetsu)                                 | Japonia                                               |                                |                               |                     |                         |
| FernGully: The Last Rainforest                                                                                                  | Australia · Statele Unite ale Americii                |                                |                               |                     |                         |
| Freddie as F.R.O.7 | Regatul Unit al Marii Britanii și al Irlandei de Nord |                                |                               |                     |                         |
| Frosty Returns | Statele Unite ale Americii                            |                                |                               |                     |                         |
| The Little Mermaid | Statele Unite ale Americii                            | Masakazu Higuchi Chinami Namba | Golden Films                  |                     |                         |
| The Little Punker Der Kleene Punker                                                                                             | Germania                                              | Michael Schaack                | Trickcompany                  | Traditional         |                         |
| The Magic Voyage Die abenteuer von Pico und Columbus                                                                            | Germania                                              |                                |                               |                     |                         |
| Midori | Japonia                                               |                                |                               |                     |                         |
| Mitki-Mayer Митьки никого не хотят победить или Митькимайер (Mitki nikovo ne khotyat pobedit ili Mitkimayer)                    | Rusia                                                 |                                |                               |                     | [ 5 ]                   |
| Mobile Suit Gundam 0083: The Last Blitz of Zeon 機動戦士ガンダム0083 STARDUST MEMORY (Kidō Senshi Gandamu 0083 Stardust Memory) | Japonia                                               |                                |                               |                     |                         |
| Pinocchio | Statele Unite ale Americii                            | Diane Eskenazi                 | Golden Films                  |                     |                         |
| Porco Rosso | Japonia                                               | Hayao Miyazaki                 | Studio Ghibli                 |                     |                         |
| Ramayana: The Legend of Prince Rama                                                                                             | India · Japonia                                       |                                |                               |                     |                         |
| Run Melos! 走れメロス! (Hashire Melos!)                                                                                         | Japonia                                               |                                |                               |                     | Remake of the 1981 film |
| Sinbad | Statele Unite ale Americii                            | Masakazu Higuchi Chinami Namba | Golden Films                  |                     |                         |
| The Three Musketeers | Statele Unite ale Americii                            | Diane Eskenazi                 | Golden Films                  |                     |                         |
| Thumbelina | Statele Unite ale Americii                            | Masakazu Higuchi Chinami Namba | Golden Films                  |                     |                         |
| Tiny Toon Adventures: How I Spent My Vacation                                                                                   | Statele Unite ale Americii                            |                                |                               |                     |                         |
| Tom and Jerry: The Movie | Statele Unite ale Americii                            |                                |                               |                     |                         |
| The Tune | Statele Unite ale Americii                            |                                |                               |                     |                         |
| The Weathering Continent | Japonia                                               |                                |                               |                     |                         |

## 1993
| Titlu | Țara                                                                                        | Regizor                                | Studio                  | Tehnici de animație | Note        |
| --- | ------------------------------------------------------------------------------------------- | -------------------------------------- | ----------------------- | ------------------- | ----------- |
| Amazon Jack aka. Go, Hugo, Go! Jungledyret                                                                                                | Danemarca                                                                                   | Stefan Fjeldmark Flemming Quist Møller | A. Film A/S             | Traditional         |             |
| Batman: Mask of the Phantasm | Statele Unite ale Americii                                                                  |                                        |                         |                     |             |
| The Cat's Mill Kakisu dzirnavas | Letonia                                                                                     |                                        |                         |                     |             |
| Comet in Moominland | Finlanda · Japonia · Țările de Jos                                                          |                                        |                         |                     |             |
| Coo: Tōi Umi kara Kita Coo | Japonia                                                                                     |                                        |                         |                     |             |
| Crayon Shin-chan: Action Kamen vs Leotard Devil                                                                                           | Japonia                                                                                     |                                        |                         |                     |             |
| David Copperfield | Canada                                                                                      |                                        |                         |                     |             |
| Dragon Ball Z 8: The Legendary Super Saiyan 燃えつきろ！！熱戦・烈戦・超激戦 (Doragon bôru Z 8: Moetsukiro!! Nessen retsusen-chô gekisen) | Japonia                                                                                     |                                        |                         |                     |             |
| Dragon Ball Z 9: Bojack Unbound 銀河ギリギリ！！ぶっちぎりの凄い奴 (Dragon Ball Z 9: Ginga girigiri!! Butchigiri no sugoi yatsu)          | Japonia                                                                                     |                                        |                         |                     |             |
| Fatal Fury 2: The New Battle バトルファイターズ餓狼伝説2 (Batoru Faitāzu Garō Densetsu Tsū)                                               | Japonia                                                                                     |                                        |                         |                     |             |
| The Halloween Tree | Statele Unite ale Americii                                                                  |                                        |                         |                     |             |
| Happily Ever After | Statele Unite ale Americii                                                                  |                                        |                         |                     |             |
| The History of the Wonderful World | Danemarca                                                                                   |                                        |                         |                     |             |
| Hollyrock-a-Bye Baby | Statele Unite ale Americii                                                                  |                                        |                         |                     |             |
| I Can Hear the Sea aka. The Ocean Waves 海がきこえる (Umi ga Kikoeru)                                                                     | Japonia                                                                                     |                                        |                         |                     |             |
| I Yabba-Dabba Do! | Statele Unite ale Americii                                                                  |                                        |                         |                     |             |
| Jonny's Golden Quest | Statele Unite ale Americii                                                                  |                                        |                         |                     |             |
| Legend of the Demon Womb | Japonia                                                                                     |                                        |                         |                     |             |
| The Nightmare Before Christmas | Statele Unite ale Americii                                                                  | Henry Selick                           | Skellington Productions | Stop motion         |             |
| Ninja Scroll | Japonia                                                                                     | Yoshiaki Kawajiri                      |                         | Traditional         |             |
| Once Upon a Forest | Regatul Unit al Marii Britanii și al Irlandei de Nord · Statele Unite ale Americii          |                                        |                         |                     |             |
| Opera Imaginaire Opéra imaginaire | Franța                                                                                      |                                        |                         |                     |             |
| Patlabor: The Movie 2 | Japonia                                                                                     |                                        |                         |                     |             |
| The Princess and the Goblin | Regatul Unit al Marii Britanii și al Irlandei de Nord · Japonia · Ungaria                   |                                        |                         |                     |             |
| Return of the Overfiend | Japonia                                                                                     |                                        |                         |                     |             |
| Sailor Moon R: The Movie 劇場版 美少女戦士セーラームーンＲ (Gekijouhan Bishōjo Senshi Sailor Moon R)                                      | Japonia                                                                                     |                                        |                         |                     |             |
| The Secret Adventures of Tom Thumb | Regatul Unit al Marii Britanii și al Irlandei de Nord                                       |                                        |                         |                     |             |
| The Seventh Brother A Hetedik testvér Bobo und die Hasenbande                                                                             | Ungaria · Germania · Statele Unite ale Americii                                             |                                        |                         |                     |             |
| The Thief and the Cobbler aka The Princess and the Cobbler aka Arabian Knight                                                             | Statele Unite ale Americii · Regatul Unit al Marii Britanii și al Irlandei de Nord · Canada |                                        |                         |                     |             |
| We're Back! A Dinosaur's Story | Statele Unite ale Americii                                                                  |                                        |                         |                     |             |
| The Wrong Trousers | Regatul Unit al Marii Britanii și al Irlandei de Nord                                       | Nick Park                              | Aardman Animations      | Stop motion         | Format:None |
| Yu Yu Hakusho: The Movie | Japonia                                                                                     |                                        |                         |                     |             |

## 1994
| Titlu | Țara                                           | Regizor | Studio             | Tehnici de animație     | Note            |
| --- | ---------------------------------------------- | ------- | ------------------ | ----------------------- | --------------- |
| Asterix Conquers America Asterix in Amerika Astérix et les indiens                                                                     | Germania · Franța                              |         |                    | Traditional             |                 |
| Cinderella | Statele Unite ale Americii                     |         | Jetlag Productions |                         | Direct-to-video |
| Crayon Shin-chan: The Secret Treasure of Buri Buri Kingdom                                                                             | Japonia                                        |         |                    |                         |                 |
| Dot in Space | Australia                                      |         |                    |                         |                 |
| Dragon Ball Z 10: Broly – Second Coming 危険なふたり！超戦士はねむれない (Dragon Ball Z 10: Kiken na futari! Sûpâ senshi wa nemurenai) | Japonia                                        |         |                    |                         |                 |
| Dragon Ball Z 11: Bio-Broly 超戦士撃破！！勝つのはオレだ (Doragon bôru Z 11: Sûpâ senshi gekiha! Katsu no wa ore da)                   | Japonia                                        |         |                    |                         |                 |
| Fatal Fury: The Motion Picture 餓狼伝説 -THE MOTION PICTURE- (Garō Densetsu Za Mōshon Pikuchā)                                         | Japonia                                        |         |                    |                         |                 |
| Faust | Cehia                                          |         |                    |                         |                 |
| Felidae | Germania                                       |         |                    | Traditional             |                 |
| The Gate to the Mind's Eye | Statele Unite ale Americii                     |         |                    |                         |                 |
| The Hero of Two Worlds L'Eroe dei due mondi                                                                                            | Italia                                         |         |                    |                         |                 |
| The Land Before Time II: The Great Valley Adventure                                                                                    | Statele Unite ale Americii                     |         |                    | Traditional             | Direct-to-video |
| The Land Surveyor Землемер (Zemlemer)                                                                                                  | Rusia                                          |         |                    |                         | [ 6 ]           |
| Leo the Lion: King of the Jungle | Statele Unite ale Americii                     |         |                    |                         | Direct-to-video |
| The Lion King | Statele Unite ale Americii                     |         |                    | Traditional             |                 |
| Macross Plus: Movie Edition | Japonia                                        |         |                    |                         |                 |
| Mafalda | Cuba · Spania                                  |         |                    |                         |                 |
| The Pagemaster | Statele Unite ale Americii                     |         |                    | Traditional/Live action |                 |
| Pochacco's Exciting Birthday | Japonia                                        |         |                    |                         |                 |
| Pom Poko 平成狸合戦ぽんぽこ (Heisei Tanuki Gassen Ponpoko)                                                                             | Japonia                                        |         |                    |                         |                 |
| The Return of Jafar | Statele Unite ale Americii                     |         |                    | Traditional             | Direct-to-video |
| Sailor Moon S: The Movie 劇場版 美少女戦士セーラームーンＳ (Gekijouhan Bishōjo Senshi Sailor Moon S)                                   | Japonia                                        |         |                    |                         |                 |
| Samurai Shodown: The Motion Picture | Japonia                                        |         |                    |                         |                 |
| Scooby-Doo in Arabian Nights | Statele Unite ale Americii                     |         |                    |                         |                 |
| Slam Dunk: Conquer the Nation, Hanamichi Sakuragi!                                                                                     | Japonia                                        |         |                    |                         |                 |
| Street Fighter II: The Animated Movie                                                                                                  | Japonia                                        |         |                    |                         |                 |
| The Swan Princess | Statele Unite ale Americii                     |         |                    |                         |                 |
| Taxandria | Belgia · Germania · Franța                     |         |                    |                         |                 |
| Thumbelina | Republica Irlanda · Statele Unite ale Americii |         |                    |                         |                 |
| A Troll in Central Park | Statele Unite ale Americii                     |         |                    |                         |                 |
| Yogi the Easter Bear | Statele Unite ale Americii                     |         |                    |                         |                 |
| Yu Yu Hakusho: Poltergeist Report | Japonia                                        |         |                    |                         |                 |

## 1995
| Titlu | Țara                                                           | Regizor         | Studio | Tehnici de animație | Note            |
| --- | -------------------------------------------------------------- | --------------- | ------ | ------------------- | --------------- |
| The Adventures of Mole | Regatul Unit al Marii Britanii și al Irlandei de Nord · Canada |                 |        |                     |                 |
| Balto | Statele Unite ale Americii                                     |                 |        |                     |                 |
| Bump in the Night: 'Twas the Night Before Bumpy | Statele Unite ale Americii                                     |                 |        |                     |                 |
| A Close Shave | Regatul Unit al Marii Britanii și al Irlandei de Nord          |                 |        |                     |                 |
| Crayon Shin-chan: Plot of Unkokusai | Japonia                                                        |                 |        |                     |                 |
| The Diary of Anne Frank | Japonia                                                        |                 |        |                     |                 |
| The Elixir Эликсир (Eliksir) | Rusia                                                          |                 |        |                     |                 |
| Farewell to Nostradamus aka Lupin the Third: Die Nostradamus | Japonia                                                        |                 |        |                     |                 |
| Dragon Ball Z 12: Fusion Reborn 復活のフュージョン！！悟空とベジータ (Doragon bôru Z 12: Fukkatsu no fyushon!! Gokû to Bejîta)                                                                 | Japonia                                                        |                 |        |                     |                 |
| Dragon Ball Z 13: Wrath of the Dragon 龍拳爆発！！悟空がやらねば誰がやる (Dragon Ball Z 13: Ryûken bakuhatsu!! Gokû ga yaraneba dare ga yaru)                                                  | Japonia                                                        |                 |        |                     |                 |
| Drawn from Memory | Statele Unite ale Americii                                     | Paul Fierlinger |        |                     |                 |
| Gargoyles the Movie: The Heroes Awaken | Statele Unite ale Americii                                     |                 |        |                     | Direct-to-video |
| Ghost in the Shell | Japonia                                                        |                 |        |                     |                 |
| A Goofy Movie | Statele Unite ale Americii                                     |                 |        |                     |                 |
| Gumby: The Movie | Statele Unite ale Americii                                     |                 |        |                     |                 |
| The Land Before Time III: The Time of the Great Giving | Statele Unite ale Americii                                     |                 |        |                     | Direct-to-video |
| Legend of Crystania はじまりの冒険者たち レジェンド・オブ・クリスタニア (Hajimari no Bokensha-tachi: Rejiendo obu Kurisutania)                                                                 | Japonia                                                        |                 |        |                     |                 |
| Magic Gift of the Snowman | Statele Unite ale Americii                                     |                 |        |                     |                 |
| Memories | Japonia                                                        |                 |        |                     |                 |
| The Monkeys and the Secret Weapon Aberne og det hemmelige våben | Danemarca                                                      |                 |        |                     |                 |
| The Pebble and the Penguin | Republica Irlanda · Statele Unite ale Americii                 |                 |        |                     |                 |
| Pocahontas | Statele Unite ale Americii                                     |                 |        |                     |                 |
| The Real Shlemiel Die Schelme von Schelm | Germania · Franța · Israel · Ungaria                           |                 |        |                     |                 |
| Sailor Moon Supers: The Movie aka Sailor Moon Supers the Movie: Black Dream Hole セーラー９戦士集結！ ブラック・ドリーム・ホールの奇跡 (Sailor 9 Senshi Shuuketsu! Black-Dream-Hole no Kiseki) | Japonia                                                        |                 |        |                     |                 |
| Slam Dunk: Shohoku's Greatest Challenge! Burning Hanamichi Sakuragi | Japonia                                                        |                 |        |                     |                 |
| Slam Dunk: Howling Basketman Spirit!! Hanamichi and Rukawa's Hot Summer | Japonia                                                        |                 |        |                     |                 |
| Slayers The Motion Picture | Japonia                                                        |                 |        |                     |                 |
| The Snow Queen | Germania                                                       |                 |        |                     |                 |
| The Tale of Tillie's Dragon | Statele Unite ale Americii                                     |                 |        |                     |                 |
| Toy Story | Statele Unite ale Americii                                     |                 |        | CGI                 |                 |
| Whisper of the Heart | Japonia                                                        |                 |        |                     |                 |
| The Wind in the Willows | Regatul Unit al Marii Britanii și al Irlandei de Nord          |                 |        |                     |                 |

## 1996
| Titlu                                                                                     | Țara                                                                               | Regizor | Studio             | Tehnici de animație | Note  |
| ----------------------------------------------------------------------------------------- | ---------------------------------------------------------------------------------- | ------- | ------------------ | ------------------- | ----- |
| Against the Eagle and the Lion Contra el águila y el león                                 | Cuba · Spania                                                                      |         |                    |                     |       |
| Aladdin and the King of Thieves                                                           | Statele Unite ale Americii                                                         |         |                    |                     |       |
| All Dogs Go to Heaven 2                                                                   | Statele Unite ale Americii                                                         |         |                    |                     |       |
| Amazon Jack 2: The Movie Star aka. Hugo the Movie Star Jungledyret 2 - den store filmhelt | Danemarca · Suedia · Norvegia · Finlanda                                           |         |                    |                     |       |
| Beavis and Butt-head Do America                                                           | Statele Unite ale Americii                                                         |         |                    |                     |       |
| The Blue Arrow aka. How the Toys Saved Christmas La freccia azzurra                       | Italia · Elveția · Germania · Luxemburg                                            |         |                    |                     |       |
| Cassiopéia                                                                                | Brazilia                                                                           |         |                    |                     |       |
| Crayon Shin-chan: Adventure in Henderland                                                 | Japonia                                                                            |         |                    |                     |       |
| Dead or Alive (Lupin the 3rd)                                                             | Japonia                                                                            |         |                    |                     |       |
| The Five Suns: A Sacred History of Mexico                                                 | Statele Unite ale Americii                                                         |         |                    |                     |       |
| Galaxy Express 999                                                                        | Japonia                                                                            |         |                    |                     |       |
| Heidi                                                                                     | Statele Unite ale Americii · Japonia                                               |         | Jetlag Productions |                     |       |
| The Hunchback of Notre Dame                                                               | Statele Unite ale Americii                                                         |         |                    |                     |       |
| James and the Giant Peach                                                                 | Regatul Unit al Marii Britanii și al Irlandei de Nord · Statele Unite ale Americii |         |                    |                     |       |
| Kindaichi Case Files                                                                      | Japonia                                                                            |         |                    |                     |       |
| Kings and Cabbage Короли и капуста (Koroli i kapusta)                                     | Rusia                                                                              |         |                    |                     | [ 7 ] |
| The Land Before Time IV: Journey Through the Mists                                        | Statele Unite ale Americii                                                         |         |                    |                     |       |
| Little Dinosaur Dooly (Agigongryong Doolie)                                               | Coreea de Sud                                                                      |         |                    |                     |       |
| Odyssey Into the Mind's Eye                                                               | Statele Unite ale Americii                                                         |         |                    |                     |       |
| The Nome Prince and the Magic Belt                                                        | Statele Unite ale Americii                                                         |         |                    |                     |       |
| Pepolino and the Treasure of the Mermaid Pepolino und der Schatz der Meerjungfrau         | Germania · Canada · Ungaria                                                        |         |                    |                     |       |
| Slayers Return スレイヤーズ ＲＥＴＵＲＮ                                                  | Japonia                                                                            |         |                    |                     |       |
| Sleeping Beauty                                                                           | Statele Unite ale Americii · Japonia                                               |         | Jetlag Productions |                     |       |
| The Snow Queen's Revenge                                                                  | Regatul Unit al Marii Britanii și al Irlandei de Nord                              |         |                    |                     |       |
| Snow White                                                                                | Statele Unite ale Americii · Japonia                                               |         | Jetlag Productions |                     |       |
| Space Jam                                                                                 | Statele Unite ale Americii                                                         |         |                    |                     |       |
| Spring and Chaos イーハトーブ幻想 Kenjiの春 (Īhatōbu Gensō Kenji no Haru)                 | Japonia                                                                            |         |                    |                     |       |
| Tiny Heroes A Hetedik testvér 2 Bobo und die Hasenbande 2 - Abenteuer im Wald             | Ungaria · Germania · Statele Unite ale Americii                                    |         |                    |                     |       |
| The Three Little Pigs: The Movie                                                          | Canada                                                                             |         |                    |                     |       |
| Toto Lost in New York                                                                     | Statele Unite ale Americii                                                         |         |                    |                     |       |
| Werner - Eat My Dust!!! Werner - Das muß kesseln!!!                                       | Germania                                                                           |         |                    |                     |       |
| X エックス (Ekkusu)                                                                       | Japonia                                                                            |         |                    |                     |       |

## 1997
| Titlu | Țara                                                  | Regizor | Studio | Tehnici de animație | Note  |
| --- | ----------------------------------------------------- | ------- | ------ | ------------------- | ----- |
| The Adarna Bird aka. The Mystical Bird Ibong Adarna                                                          | Filipine                                              |         |        |                     | [ 8 ] |
| Anastasia | Statele Unite ale Americii                            |         |        |                     |       |
| Annabelle's Wish                                                                                             | Statele Unite ale Americii · Canada                   |         |        |                     |       |
| Babes in Toyland                                                                                             | Statele Unite ale Americii                            |         |        |                     |       |
| Beauty and the Beast: The Enchanted Christmas                                                                | Statele Unite ale Americii · Canada                   |         |        |                     |       |
| Benjamin Bluemchen Benjamin Blümchen                                                                         | Germania · Luxemburg                                  |         |        |                     |       |
| The Brave Little Toaster to the Rescue                                                                       | Statele Unite ale Americii                            |         |        |                     |       |
| Cats Don't Dance                                                                                             | Statele Unite ale Americii                            |         |        |                     |       |
| A Chinese Ghost Story: The Tsui Hark Animation Xiao Qian                                                     | Hong Kong                                             |         |        |                     |       |
| A Christmas Carol                                                                                            | Statele Unite ale Americii                            |         |        |                     |       |
| Crayon Shin-chan: Pursuit of the Balls of Darkness                                                           | Japonia                                               |         |        |                     |       |
| Detective Conan: The Time-Bombed Skyscraper                                                                  | Japonia                                               |         |        |                     |       |
| Dibu: The Movie Dibu: La película                                                                            | Argentina                                             |         |        |                     |       |
| The Dog of Flanders (Gekijôban Furandaasu no inu)                                                            | Japonia · Statele Unite ale Americii                  |         |        |                     |       |
| Dragon Ball GT: A Hero's Legacy 悟空外伝! 勇気の証しは四星球 (Gokū Gaiden! Yūki no Akashi wa Sūshinchū)      | Japonia                                               |         |        |                     |       |
| Elmer's Adventure: My Father's Dragon エルマーの冒険 MY FATHER'S DRAGON (Erumā no Bōken Mai Fāzāsu Doragon)  | Japonia                                               |         |        |                     |       |
| The End of Evangelion 新世紀エヴァンゲリオン劇場版 (Shin seiki Evangelion Gekijō-ban: The End of Evangelion) | Japonia                                               |         |        |                     |       |
| Evangelion: Death and Rebirth 新世紀エヴァンゲリオン (Shin seiki Evangelion Gekijō-ban: Shito shinsei)       | Japonia                                               |         |        |                     |       |
| The Fearless Four Die Furchtlosen Vier                                                                       | Germania                                              |         |        |                     |       |
| Go to Hell!                                                                                                  | Australia                                             |         |        |                     |       |
| Hana Yori Dango: The Movie                                                                                   | Japonia                                               |         |        |                     |       |
| Hercules | Statele Unite ale Americii                            |         |        |                     |       |
| Journey Beneath the Sea                                                                                      | Statele Unite ale Americii · Canada                   |         |        |                     |       |
| Jungle Emperor Leo                                                                                           | Japonia                                               |         |        |                     |       |
| The Little Bastard Kleines Arschloch                                                                         | Germania                                              |         |        |                     |       |
| The Land Before Time V: The Mysterious Island                                                                | Statele Unite ale Americii                            |         |        |                     |       |
| Lapitch the Little Shoemaker Čudnovate zgode šegrta Hlapića                                                  | Croația · Germania                                    |         |        |                     |       |
| I Married a Strange Person!                                                                                  | Statele Unite ale Americii                            |         |        |                     |       |
| Mighty Ducks the Movie: The First Face-Off                                                                   | Statele Unite ale Americii                            |         |        |                     |       |
| Mondo Plympton                                                                                               | Statele Unite ale Americii                            |         |        |                     |       |
| Neznayka on the Moon Незнайка на Луне (Neznayka na lunye)                                                    | Rusia                                                 |         |        |                     |       |
| Sindbad's Adventures of Arabian Nights                                                                       | Statele Unite ale Americii                            |         |        |                     |       |
| Perfect Blue                                                                                                 | Japonia                                               |         |        |                     |       |
| The Perfume of the Invisible One Le Parfum de l'invisible                                                    | Franța · Italia                                       |         |        |                     |       |
| Pippi Longstocking                                                                                           | Suedia · Germania · Canada                            |         |        |                     |       |
| Pooh's Grand Adventure: The Search for Christopher Robin                                                     | Statele Unite ale Americii                            |         |        |                     |       |
| Princess Mononoke もののけ姫 (Mononoke Hime)                                                                 | Japonia                                               |         |        |                     |       |
| Slayers Great スレイヤーズ ぐれいと (Sureiyāzu Gureito)                                                      | Japonia                                               |         |        |                     |       |
| The Swan Princess II: Escape from Castle Mountain                                                            | Statele Unite ale Americii                            |         |        |                     |       |
| Tom and Fluffy Tom ja Fluffy                                                                                 | Estonia                                               |         |        |                     |       |
| The Ugly Duckling                                                                                            | Regatul Unit al Marii Britanii și al Irlandei de Nord |         |        |                     |       |
| Underground Adventure                                                                                        | Statele Unite ale Americii · Canada                   |         |        |                     |       |

## 1998
| Titlu                                                                                              | Țara                                                                               | Regizor | Studio | Tehnici de animație | Note                                                                                                   |
| -------------------------------------------------------------------------------------------------- | ---------------------------------------------------------------------------------- | ------- | ------ | ------------------- | --- |
| An All Dogs Christmas Carol                                                                        | Statele Unite ale Americii                                                         |         |        |                     | |
| An American Tail: The Treasure of Manhattan Island                                                 | Statele Unite ale Americii                                                         |         |        |                     | |
| Amhed, Prince of Alhambra Ahmed, el principe de la Alhambra                                        | Spania                                                                             |         |        |                     | Winner of the Best Music Award at the 2nd Festival of European Animated Feature Films and TV Specials. |
| Ancient Alien                                                                                      | Statele Unite ale Americii                                                         |         |        |                     | |
| The Animated Adventures of Tom Sawyer                                                              | Statele Unite ale Americii                                                         |         |        |                     | |
| Antz                                                                                               | Statele Unite ale Americii                                                         |         |        |                     | |
| Batman & Mr. Freeze: SubZero                                                                       | Statele Unite ale Americii                                                         |         |        |                     | |
| Belle's Magical World                                                                              | Statele Unite ale Americii                                                         |         |        |                     | |
| A Bug's Life                                                                                       | Statele Unite ale Americii                                                         |         |        |                     | |
| The Brave Little Toaster Goes to Mars                                                              | Statele Unite ale Americii                                                         |         |        |                     | |
| Catnapped!                                                                                         | Japonia                                                                            |         |        |                     | |
| Circleen: City Mouse Cirkeline: Storbyens mus                                                      | Danemarca                                                                          |         |        |                     | |
| Crayon Shin-chan: Mission:1000bolts!! Pig's Hoof's Secret Misson!!                                 | Japonia                                                                            |         |        |                     | |
| Detective Conan: The 14th Target                                                                   | Japonia                                                                            |         |        |                     | |
| Dibu 2: The Revenge of Nasty Dibu 2: La venganza de Nasty                                          | Argentina                                                                          |         |        |                     | |
| Doraemon: Nobita's South Sea Adventure                                                             | Japonia                                                                            |         |        |                     | |
| FernGully 2: The Magical Rescue                                                                    | Statele Unite ale Americii                                                         |         |        |                     | |
| The First Snow of Winter                                                                           | Regatul Unit al Marii Britanii și al Irlandei de Nord · Statele Unite ale Americii |         |        |                     | |
| General Chaos: Uncensored Animation                                                                | Statele Unite ale Americii                                                         |         |        |                     | |
| Grandma and Her Ghosts Mofa ama                                                                    | Taiwan                                                                             |         |        |                     | |
| Gurin with the Foxtail Solan, Ludvig og Gurin med reverompa                                        | Norvegia                                                                           |         |        |                     | |
| H.C. Andersen's The Long Shadow H.C. Andersen og den skæve skygge                                  | Danemarca                                                                          |         |        |                     | |
| Hercules: Zero to Hero                                                                             | Statele Unite ale Americii                                                         |         |        |                     | |
| Hercules and Xena – The Animated Movie: The Battle for Mount Olympus                               | Statele Unite ale Americii                                                         |         |        |                     | |
| I Married a Strange Person!                                                                        | Statele Unite ale Americii                                                         |         |        |                     | |
| Jin Roh: The Wolf Brigade                                                                          | Japonia                                                                            |         |        |                     | |
| Kirikou and the Sorceress Kirikou et la sorcière                                                   | Franța · Belgia · Luxemburg                                                        |         |        |                     | |
| The Land Before Time VI: The Secret of Saurus Rock                                                 | Statele Unite ale Americii                                                         |         |        |                     | |
| The Lion King II: Simba's Pride                                                                    | Statele Unite ale Americii · Australia                                             |         |        |                     | |
| Luminous Visions                                                                                   | Statele Unite ale Americii                                                         |         |        |                     | |
| The Magic Forest Hänsel und Gretel im Zauberwald                                                   | Germania                                                                           |         |        |                     | |
| The Magic Pipe Волшебная свирель (Volshebnaya Svirel)                                              | Rusia                                                                              |         |        |                     | |
| The Mighty Kong                                                                                    | Statele Unite ale Americii                                                         |         |        |                     | |
| Mulan                                                                                              | Statele Unite ale Americii                                                         |         |        |                     | |
| Pocahontas II: Journey to a New World                                                              | Statele Unite ale Americii                                                         |         |        |                     | |
| Pokémon: The First Movie                                                                           | Statele Unite ale Americii · Japonia                                               |         |        |                     | |
| The Prince of Egypt                                                                                | Statele Unite ale Americii                                                         |         |        |                     | |
| Quest for Camelot                                                                                  | Statele Unite ale Americii                                                         |         |        |                     | |
| Rudolph the Red-Nosed Reindeer: The Movie                                                          | Statele Unite ale Americii                                                         |         |        |                     | |
| The Rugrats Movie                                                                                  | Statele Unite ale Americii                                                         |         |        |                     | |
| Scooby-Doo on Zombie Island                                                                        | Statele Unite ale Americii                                                         |         |        |                     | |
| The Secret of NIMH 2: Timmy to the Rescue                                                          | Statele Unite ale Americii                                                         |         |        |                     | |
| Silant Legend Silat Legenda                                                                        | Malaysia                                                                           |         |        |                     | [ 10 ]                                                                                                 |
| Slayers Gorgeous スレイヤーズごうじゃす (Sureiyāzu Gōjas)                                          | Japonia                                                                            |         |        |                     | |
| Socialisation of a Bull Socializacija bika?                                                        | Slovenia                                                                           |         |        |                     | |
| The Swan Princess: The Mystery of the Enchanted Kingdom aka. The Mystery of the Enchanted Treasure | Statele Unite ale Americii                                                         |         |        |                     | |
| What Neighbours are Animals! ¡Qué vecinos tan animales!                                            | Spania                                                                             |         |        |                     | |
| Lucky and Zorba La gabbianella e il gatto                                                          | Italia                                                                             |         |        |                     | |

## 1999
| Titlu | Țara | Regizor | Studio | Tehnici de animație | Note |
| --- | --- | ------- | ------ | ------------------- | ---- |
| A.Li.Ce | Japonia |         |        |                     |      |
| Alvin and the Chipmunks Meet Frankenstein                                                                         | Statele Unite ale Americii                                                                                     |         |        |                     |      |
| An American Tail: The Mystery of the Night Monster                                                                | Statele Unite ale Americii                                                                                     |         |        |                     |      |
| Anne Frank's Diary                                                                                                | Regatul Unit al Marii Britanii și al Irlandei de Nord · Republica Irlanda · Franța · Țările de Jos · Luxemburg |         |        |                     |      |
| Babar: King of the Elephants                                                                                      | Canada · Franța                                                                                                |         |        |                     |      |
| Bartok the Magnificent                                                                                            | Statele Unite ale Americii                                                                                     |         |        |                     |      |
| Batman Beyond: The Movie                                                                                          | Statele Unite ale Americii                                                                                     |         |        |                     |      |
| The Brave Little Toaster to the Rescue                                                                            | Statele Unite ale Americii                                                                                     |         |        |                     |      |
| Captain Bluebear: The Film Käpt'n Blaubär - Der Film                                                              | Germania |         |        |                     |      |
| Cardcaptor Sakura: The Movie                                                                                      | Japonia |         |        |                     |      |
| Crayon Shin-chan: Exciting Battle at the Hot Spring/Kureshin Paradise! Made in Saitama                            | Japonia |         |        |                     |      |
| Detective Conan: The Last Wizard of the Century                                                                   | Japonia |         |        |                     |      |
| Doraemon: Nobita Drifts in the Universe                                                                           | Japonia |         |        |                     |      |
| Doug's 1st Movie                                                                                                  | Statele Unite ale Americii                                                                                     |         |        |                     |      |
| Faeries | Regatul Unit al Marii Britanii și al Irlandei de Nord                                                          |         |        |                     |      |
| Fantasia 2000 | Statele Unite ale Americii                                                                                     |         |        |                     |      |
| Gen¹³ | Statele Unite ale Americii                                                                                     |         |        |                     |      |
| Goomer | Spania |         |        |                     |      |
| The Iron Giant | Statele Unite ale Americii                                                                                     |         |        |                     |      |
| Kindaichi Case Files                                                                                              | Japonia |         |        |                     |      |
| The King and I | Statele Unite ale Americii                                                                                     |         |        |                     |      |
| Kochi-kame the Movie                                                                                              | Japonia |         |        |                     |      |
| Lotus Lantern 宝莲灯 (Bao lian deng)                                                                              | Republica Populară Chineză                                                                                     |         |        |                     |      |
| Madeline: Lost in Paris                                                                                           | Statele Unite ale Americii                                                                                     |         |        |                     |      |
| Manuelita | Argentina |         |        |                     |      |
| Marco the Movie - 3000 Leagues in Search of Mother MARCO ～母をたずねて三千里～ (Marco Haha wo tazunete sanzenri) | Japonia |         |        |                     |      |
| Mickey's Once Upon a Christmas                                                                                    | Statele Unite ale Americii                                                                                     |         |        |                     |      |
| Millionaire Dogs Hot Dogs: Wau - wir sind reich!                                                                  | Germania |         |        |                     |      |
| Mishy and Mushy Egérút                                                                                            | Ungaria |         |        |                     |      |
| A Monkey's Tale Le château des singes                                                                             | Franța · Regatul Unit al Marii Britanii și al Irlandei de Nord · Germania                                      |         |        |                     |      |
| My Neighbors the Yamadas                                                                                          | Japonia |         |        |                     |      |
| The Nuttiest Nutcracker                                                                                           | Statele Unite ale Americii                                                                                     |         |        |                     |      |
| Olive, the Other Reindeer                                                                                         | Statele Unite ale Americii                                                                                     |         |        |                     |      |
| The Piper at the Gates of Dawn O Flautista nos Portais do Amanhecer                                               | Brazilia |         |        |                     |      |
| Pettson and Findus Pettson och Findus                                                                             | Suedia |         |        |                     |      |
| Pippi i Söderhavet                                                                                                | Suedia |         |        |                     |      |
| Puss in Boots | Statele Unite ale Americii                                                                                     |         |        |                     |      |
| Samurai Shodown 2: Asura Zanmaeden                                                                                | Japonia |         |        |                     |      |
| Scooby-Doo and the Witch's Ghost                                                                                  | Statele Unite ale Americii                                                                                     |         |        |                     |      |
| South Park: Bigger, Longer & Uncut                                                                                | Statele Unite ale Americii                                                                                     |         |        |                     |      |
| Sonic the Hedgehog: The Movie                                                                                     | Japonia |         |        |                     |      |
| Street Fighter Alpha: The Movie ストリートファイターZERO (Street Fighter Zero)                                    | Japonia |         |        |                     |      |
| Tarzan | Statele Unite ale Americii                                                                                     |         |        |                     |      |
| Tobias Totz and His Lion Tobias Totz und sein Löwe                                                                | Germania · Belgia                                                                                              |         |        |                     |      |
| Toy Story 2 | Statele Unite ale Americii                                                                                     |         |        |                     |      |
| Wakko's Wish | Statele Unite ale Americii                                                                                     |         |        |                     |      |
| Werner - Volles Rooäää!!!                                                                                         | Germania |         |        |                     |      |
| Winnie the Pooh: Seasons of Giving                                                                                | Statele Unite ale Americii                                                                                     |         |        |                     |      |
| Yu-Gi-Oh! War of the dragons                                                                                      | Japonia |         |        |                     |      |